# Aznowjān
Aznowjān (persiska: اَزنُّجَن, اَزنوجان, ازنوجان) är en ort i Iran.   Den ligger i provinsen Markazi, i den centrala delen av landet, 250 km söder om huvudstaden Teheran. Aznowjān ligger 1 715 meter över havet och antalet invånare är 865.
Terrängen runt Aznowjān är platt åt sydväst, men åt nordost är den kuperad. Runt Aznowjān är det ganska tätbefolkat, med 56 invånare per kvadratkilometer. Närmaste större samhälle är Khomeyn, 17,0 km väster om Aznowjān. Trakten runt Aznowjān består i huvudsak av gräsmarker.